# Chiesa della Santissima Concezione (Lavagna)
La chiesa della Santissima Concezione è un luogo di culto cattolico situato nella frazione di Cavi di Lavagna, in via Romana, nel comune di Lavagna, nella città metropolitana di Genova. La chiesa è sede della parrocchia omonima del vicariato di Chiavari-Lavagna della diocesi di Chiavari.

## Storia e descrizione

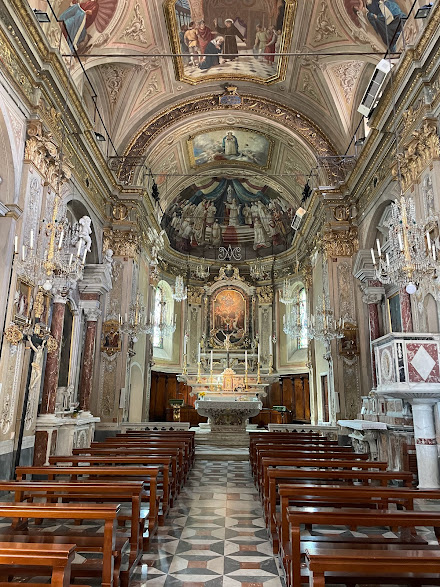
La navata

Anticamente, già nel XVII secolo, esisteva presso l'abitato di Cavi Borgo una piccola cappella intitolata alla Santissima Concezione, a sant'Erasmo e a sant'Antonio da Padova dove un cappellano celebrava nei giorni festivi la celebrazione eucaristica. La comunità, così come quella di Sorlana, dipendeva dalla chiesa parrocchiale di Santa Giulia di Centaura e solamente agli inizi del Seicento gli abitanti di Cavi Borgo decisero per la costruzione di un nuovo e locale luogo di culto.
La costituzione della parrocchia, scorporata da Santa Giulia di Centaura, avvenne nel 1797 per decreto dell'arcivescovo di Genova monsignor Giovanni Lercari.
Internamente la chiesa è costituita da un'unica navata con presbiterio, coro, un altare maggiore marmoreo e quattro laterali. Nel 1938 si rinnovò la seicentesca facciata in stile barocco genovese.